# うわこい
『うわこい』は、糸杉柾宏による日本の漫画。『月刊ヤングキング』（少年画報社）にて2011年11月号から2013年4月号まで連載の後、『ヤングキング』（同社刊）へ移籍し、2013年8号から2014年20号まで月1回連載された。単行本は全6巻（少年画報社ヤングキングコミックス）。
ある事情で幼馴染の家に居候している主人公の少年、その幼馴染の少女、同じ学校に通う幼馴染の親友の少女が織り成す、複雑な恋愛・三角関係ストーリー。キャッチコピーは「破滅的三角関係」「火遊びに付き合ってあげる。」（単行本の帯より）。ジャンルとしてはラブコメディに分類されるが、作者が連載開始時に並行して発表していた『ひめくり』とは異なり、作者の過去作品『あきそら』の暗部を継承した部分も盛り込まれているため、愛情より快楽に特化して爛れたセックス描写や肉体関係のほか、それに起因した猟奇的な描写も散見される。企画段階では「浮気をテーマにしたドタバタラブコメ」という構想だった。

## あらすじ
主人公・環雪輝（通称・ユキテル）は、幼少時に自宅の屋根裏部屋で数本の蝋燭に火を燈してそれを見つめていたところ、その蝋燭が倒れたことが原因で自宅が火事になり、全焼してしまった過去を持つ。その経緯から、幼馴染のユノの家に10年以上居候していた。ある日、いつものように学校に通う2人は、ユノの親友・レナと昼休みに昼食を共にしていたが、やがてユキテルに興味を持ったレナはあるとき、彼と肉体関係を持つ。ユキテルもそれをきっかけに本格的な浮気心に目覚め、レナだけで終わらず彼女以外の少女たちとも肉体関係を重ねることになるのだった。

## 登場人物
「演」は、実写映画版に出演した俳優を表示。

### 主要人物
環 雪輝（たまき ゆきてる） / ユキテル
演 - 石田知之
本作の主人公。性格は優柔不断で、基本的に他人とのコミュニケーションはあまり得意ではないが、物語が進むたびに浮気を誤魔化すためにどんどん口が達者になっていく。また、幼少時代の火遊びが原因で自宅が火事になって全焼してしまった過去があり、当時の思い出を何度も夢に見るほどのトラウマを持つ他、胸に一生消えない傷が残っている（あることからユノに包丁で切り付けられたため）。幼馴染・ユノの家に居候し、ユノを彼女と認識していた。しかし、転校してきたレナに対して初めて「好き」という感情が芽生え、レナから挑発されたことで彼女やその現場を目撃したカオリに脅される形で「火遊び」という名のセックスしてしまう。その後、海に行った際の出来事から「ユノとはもう今までの関係には戻れない」と苦悩し、更にはエリスの勧誘により帰宅部を辞めてSF研究会の部員となり、合宿ではエリス、レオナ、セレスなどの数多の少女に誘惑される形で肉体関係を次々と持っていき、内心では「いけないことだ」と認識しているものの、自制できないまま本能的にセックスを重ねていくが、乱入してきたカオリの行動を目の当りにすることで自分の行いの業の深さを改めて認識する。その後、カオリの力添えもあってレナの本心を知り、ユノに自分が本当に好きな相手（レナ）と胸の傷を見せることで彼女と決別、今までの行動にケジメを着ける。その後は正式にレナの恋人になり、彼女の自宅で同棲しているが、カオルに振られたノノやエリスの差し金であるセレス相手にセックスを重ねるなど浮気性は完全には消えず、後にユノの逆レイプにあったうえにエリスの謀略により退学させられる。セックスでは中出し・腹出しをすることが多く、その部分はセレスに指摘されている。
最期はいままでの所業の報いとして、セレスに関わったSF研究会の人物としてセレスの元・交際相手に駅のホームで突き飛ばされて「僕の物語はここで途切れる」というモノローグを残して断罪され、そのまま事切れて「火遊び」に終止符を打った。
（実写版）布団に潜り込んできたユノと笑顔で戯れるなど、原作より明るめな性格になっている。モノローグで「女に囲まれて育ってきたゆえに免疫が付き、女に対する幻想がない」と語っている部分が追加された。また、授業中にノートに「優柔不断」と大きく書いているなど、自分のことを思うかのような場面がある。
桐嶋 ユノ（きりしま ユノ）
演 - 柳ゆり菜
ヒロインの1人であるユキテルの幼馴染で、桐嶋家の次女。ショートヘアが特徴。陸上部に所属しており、バストサイズはレナより大きい。ユキテルのことが好きで、いつも一緒にいては恋人関係ということになってはいるが、レナとユキテルの関係には気づいていない。レナのことは、彼女の転校直後、無愛想だったため嫌っていたが、彼女に100メートル走で負けたことを皮切りに次第に友好的になっていく。普段は天真爛漫で、人当たりが良いが、ユキテルへの愛情は常軌を逸しており、小学生時代にユキテルに告白したクラスメイトの江藤に暴行し、転校にまで追いやっている。また、幼いころには自分の持ち物全て（ユキテルを含む）に名前を書く癖があり、年齢を重ねるにつれてその癖は抜けていた。皆で海に行った際に偶然ユキテルとレナの行為を目撃し、我を忘れて「一生消えないように」と包丁で名前を書こうとしてユキテルを傷つけてしまう。その後、自分にも同じことをしようとするが、カオリの活躍によって意識を失い、翌朝にはそのことを覚えていなかった。しかし、これ以降はユキテルが他の女と絡むと目の色を変えるようになると共に猟奇的な特性が強くなっていき、遂に合宿から帰ってきたユキテルにセックスを迫った際はユキテルの突然の浮気の告白と夢だと思っていた海での出来事が真実であったことを思い出した後、放心状態となる。その後、雪の降る夜に男に淫行を働き、そのままセックスされかけるが、我を取り戻してその男に暴行を加える。
ユキテルとレナが正式に恋人関係になったことを認めユキテルから身を引いて2人を祝福したと思いきや、後にユキテルに逆レイプをしかけて処女喪失し妊娠する。
エピローグでは、ユキテルの子供を出産しているものの、近所で鉢合わせたレナとは口も利かずに擦れ違いそのまま物語の幕は下りた。
（実写版）原作と違い、ロングヘアーである。ユキテルの恋路を邪魔するナギをいがむ場面が多いが姉妹仲はそれほど悪くはない。また、ユキテルのために自身とユキテルのイニシャルを入れた手編みのマフラーを編んだり、自身とユキテルの名前が書かれたおもちゃの口をくっつけ合わせて優越感に浸る場面もある。
早乙女 レナ（さおとめ レナ）
演 - 本山なみ
ヒロインの1人で、黒いロングストレートヘアを持つクールな少女。自身の両親が離婚し、両親共に再婚して子供を作り、結果として自分だけが除け者にされたことで一人暮らしを始めたという過去があり、志半ばで自身もユキテルに出会う前から両親と同じ過ちを犯したことが明らかになる。水泳部に所属しているほか、ユノに100メートル走で勝つなど運動能力に優れている。ユキテルのことについては「自分と同類」と自虐の意味も込めて意味深に評している。他人を寄せ付けない雰囲気を醸し出しているが、お化けが苦手といった子供っぽい一面もある。最初はユノに対しても冷淡に接していたが、彼女のしつこさに折れて友人関係になり、その際にユキテルと初めて会話してから彼に興味を持ち、ユノに隠れて「火遊びに付き合う」ということを建前に彼と肉体関係を持つ。その後はユキテルの煮え切らない態度に一度不快感を持つが、ユキテルの「早乙女さんが好き」という言葉を信じ、彼の「浮気相手」になることを決める。その後、ユキテルとは正式に恋人関係になり、同棲を始めるようにもなる。ユキテルとのセックスでは、浮気を誤魔化したユキテルに罰としてクンニリングスを強要したり、騎乗位になって言葉責めで絶頂に至らせるなど、サディスティックな場面が多い。
エピローグでは、ユキテルの子供を出産しているものの、近所で鉢合わせたユノとは口も利かずに擦れ違いそのまま物語の幕は下りた。
（実写版）原作と違い、ショートヘアである。また、男子に人気で一斉に話しかけられているほか、自身に告白してきた男子生徒を軽くあしらっている場面もある。
夢乃 カオリ（ゆめの カオリ）
演 - 事原みゆ
ユキテルたちの同級生で、桃色の髪をツインテールにした少女。本作の裏ヒロイン的な存在であり、物語を動かす中心人物の1人。弟がおり、一軒家に住んでいる。かつては1つ上の彼氏持ちであったのと同時にエリスが取り仕切るSF研究会に所属していたが、部活での行為の後にエリスが自ら部活の掟を破り、彼氏に告げ口されて（自業自得とはいえ）別れさせられたことのみならず「周囲の男女の仲を壊した」という理由で袂を分かっている。「この世界はびっくりするほど平凡で凡庸でマンネリで退屈にできている」というモノローグと共に登場、校舎の屋上でいつものように暇をつぶしていたところをユキテルとレナのセックスを偶然目撃し、それをネタにユキテルへ迫り、「レナとの浮気を黙認する」条件の対価として自身とのセックスを要求したが、暴走したユノを心得のある護身術で気絶させて食い止め、その一件以降はユノがユキテルの恋人として機能していないことから自分のゲームの規定にユキテルがはみ出し始めたことを自覚する。その後、ユキテルがSF研究部に入部したと知ると、エリスのやり口にユキテルを巻き込ませないためにエリスが主催するSF研究会の合宿（という名の乱パ）に途中から参加し、この背徳的な行為をユキテルに見せ付けることでユキテル自身が犯した事実を改めて突きつけさせ、ユキテルに「（自分とは違い）あなたには帰る場所がある」と伝えた上でユキテルとレナの関係を後押しし、彼をSF研究部の呪縛から解き放とうとする。
夢乃 カオル（ゆめの カオル）
カオリの弟。同性のユキテルをも魅了するほどの可愛らしい笑顔で女子を落としまくるプレイボーイ。かなりタチが悪く、浮気をしては彼女を捨てることを繰り返している上、今まで付き合ってきた彼女の数も忘れている。また、舌が長く、さくらんぼのヘタを舌で結べる。初登場時にはノノと付き合っていたが、後に浮気して彼女を捨てた。
ノノ
カオルの初登場時の彼女。関西弁で話す。クリトリスがデカい。カオルとの仲は良好だったものの、後に浮気した彼によって捨てられた。その後、傷心中に遣いの途中だったユキテルと再会し、彼に事情を話した上で彼と肉体関係に浸り、心の傷が癒えていく。単行本2巻巻末で『うわこい』の宣伝を4ページ以内でするように任されたが、1ページ余らせてしまう。
江藤（えとう）
ユキテルとユノがまだ小学生だった時のクラスメイト。ユキテルのことが好きで、ユキテルに告白すると同時に彼にユノと別れて自身と付き合うように言うが、その現場を目撃したユノに暴行されて負傷し、後に転校した。

### SF研究会
ユキテルらが通う高校の部活動の1つ（SF研究会の「SF」は表向きには「サイエンス・フィクション」の略だが、実は「セックス・フレンド」という意味合いをかけたセックスの溜まり場である）。朝霧エリスが全体を仕切り、入部条件は「恋人がいること」で、更に合宿も行われ、部員同士の男女でとっかえひっかえでセックスを繰り返しつつ、手の空いた人が「活動記録」として撮影し、部員全員がその同じ動画を共有する。また、この動画は「他人に見せたり見られてはならないもの」で、この掟により部活動の秘匿性が保守されているが、その真の目的はエリス曰く「倫理（モラル）を無秩序（アナーキズム）と混沌（カオス）の中で反芻し、快楽の先にある背徳を堪能すること」である。セレスによると、女子部員はいつでもセックスできるようにピルを常飲している。
朝霧 エリス（あさぎり エリス）
SF研究会の部長であるユキテルの一学年先輩の女子生徒で、日本人の血を引く母を持つ混血児だが、実は良家の令嬢である。金髪のロングヘアと碧眼が特徴で、下着は黒である。元々は海外で暮らしていたが、当時執事でもある恋人のラヴィと引き離され、彼を死に追いやった父と口論した結果、逆上した父によって大怪我を負わされ、それが決定打となって父が勝手に決めた婚約者との婚約破棄と同時に母の離婚後に母と共に母の縁者が住む日本へと移住し、親族と共に暮らす日本での生活に馴染んでいる。しかし、今でもラヴィのことを思い続けており、度々彼の名を呟いているが、彼の死が原因で人格が歪み、複数の男と肉体関係に及んだ上に恋人のいる男の彼女にそれを告げ口して男女の仲を壊すことに快楽を見出すようになってしまう（そのことによりカオリは部活を辞めていた）。ユキテルがレナと浮気しているという事実を知って強引にSF研究部に入部させ、自身とのセックスに誘う。その後、ユキテルに「セックスフレンドはお互いが好きだからするものではなく、セックスしたいからする関係である」と教え諭すことで肉体関係は深みに及び、ユキテルが再度部室を訪れた際にもセックスした上でレオナも交えた3Pへと発展していくこととなる。その後はカオリの横やりによって渋々ユキテルを解放することを認めるが、「つまらない」という理由でユキテルにセレスを差し向ける。
最終的には、今まで録画してきた乱パのファイルをネット上に流した後、自殺した。この行為によってSF研究会関係者は全員OBやOGにいたるまで破滅させられることになる。
葉梅 レオナ（はうめ レオナ）
SF研究会の女子部員の1人で、明るい性格をしている。エリスに乗せられてユキテルとセックスする。登場当初は「部員A」と呼ばれていたが、エリスが主催する合宿にユキテルが初参加した際に名前が判明した。
雨水 アルト（うすい アルト）
SF研究会の男子部員の1人で、二枚目のイケメンキャラ。その容貌から周囲からはモテる反面、セックスではスタミナがない上に早漏で1分と持たない。シオンのことは「ガキ」と呼ぶなど、あまり良く思っていない。オマケ漫画では「精液生産工場（マシンガンリロード）」を自称しており、射精後は10分で復活する。後にエリスの謀略により退学となったうえ彼女に振られ、セレスに関わったSF研究会の人物としてセレスの元・交際相手に惨殺された。
芽育 アヤメ（めいく アヤメ）
SF研究会の女子部員の1人。緑色の髪をポニーテールでまとめている。シオンの罵声に感じながらセックスするなどMの気がある。
御幸 セレス（みゆき セレス）
SF研究会の女子部員の1人で、古典的な文学少女。両サイドの三つ編みにロイド眼鏡をかけており、主に官能小説を愛読する。ユキテルとセックスした際にもその趣旨の言葉を喘いでいたが、後にエリスの差し金としてユキテルと再び肉体関係を持っていく。歳の離れた恋人がおり、通い妻として家事とセックスを事務のようにこなしていたが、やがてそれを苦痛に感じていた折にエリスと出会い、利害が一致したために同志となりエリスの目的を承知の上でSF研究会で自身の欲求を満たしていた。それゆえか男性目線のセックスは「（避妊具を付けずに）中出し・腹出しをする」と諦観し毒突く一方で、ユキテルがSF研究会の合宿の初参加以降、ピルを服用しておらず、ユキテルに自身を妊娠させることを提案する。後にそれが実現するが、エリスの謀略によってネット上にSF研究会のことが公になり、かつての交際相手にそれを知られて暴行され流産してしまった。
天女目 シオン（なばため シオン）
SF研究会の男子部員の1人。小柄に童顔で、女顔をしているが、その容貌に似合わず性豪で、アヤメを罵倒しながらセックスするSな一面もある。早漏であるアルトを「カスヤロー」と馬鹿にしているが、アルトがナルシストな言動をとった際にフェラチオを強要したことからバイの気がある。
後にエリスの謀略により退学となったうえ彼女・ユキに振られ、最期はセレスに関わったSF研究会の人物としてセレスの元・交際相手に殺害された。
作者の糸杉のお気に入りのキャラの1人で、単行本5巻での巻末おまけ漫画では「男の娘が描きたかった」ことからシオンの女装姿が描かれた。
ユキ
シオンの彼女。容姿は単行本5巻の巻末にて登場しているが、裏設定なので本編には登場せず、名前を含めてシオンの言及のみ触れられる程度（作者の糸杉も「こういうお姉さん好きなのでどこかで出したい」とも語っている）。シオンからは「ユキ姉ちゃん」と呼ばれ関係も良好であったが、エリスの謀略によりネット上にSF研究会のことが公になったことと、それを知ったのと前後してシオンを振った。

### 桐嶋家
ユキテルの幼馴染であるユノの家族。火遊びが原因で家を失ったユキテルを居候として家に住まわせている。
桐嶋 ヨミ（きりしま ヨミ）
演 - 江口ナオ
桐嶋家の長女で、ユノとナギの姉。レナがユキテルと関係を持っていることを「女の勘」で看破しているが、咎める気もなく自由にするように促すと同時に「ユノは怖い」と忠告する（後にそれが現実となる）。所帯持ちの男を求めて不倫し、男から「妻と別れてヨミと付き合う」と言われるとすぐに別れを告げて逃げるということを繰り返してきた。ユキテルがレナと同棲した後もレナとの連絡は取り合っている。
桐嶋 ナギ（きりしま ナギ）
桐嶋家の三女で、ヨミとユノの妹。ユキテルに辛辣な態度で接しては「居候（ドサクサに紛れて「ぃソーロー」とも）」「ゴミ屑」などの暴言を吐き、ユキテルとユノの恋路の邪魔をするが、一方で桐嶋家に来たレナには無愛想ながらも懐く。
（実写版）ユキテルに対する暴力的な性格が強調された上にその度にユノといがみ合っている場面がある。
桐嶋家の父親
ヨミ、ユノ、ナギの父親で、眼鏡をかけた男性。本名・職業共に不明である。居候しているユキテルにも自身の息子のように接し、レナが霧島家を訪れた際にも動じていない。
桐嶋家の母親
ヨミ、ユノ、ナギの母親で、本名不明である。スナックのママを任されているため夜遅くまで働いており、昼間は爆睡していることが多い。ユキテルを息子同然に扱い、「おばさん」と呼ばれることを嫌ったため「母」と呼ぶことを強要した。また、幼いユノに「好きな人同士ならキスしてもいい」と教えていた。
タルタル
桐嶋家で飼われている猫。いつでもどこでも寝ている。

### 朝霧エリスの関係者
母を除く、朝霧エリスがかつて令嬢だったころの家族。父がラヴィを追い出して間接的に死に追いやり、エリスにも怪我を負わせたことで一家離散となり、エリスは母と暮らし、父は孤立している。
ラヴィ / ラヴィノウィッツ
かつてエリスが令嬢だったころの執事で、恋人だった褐色肌の少年。エリスの命令でセックスすることを求められ、それに応じる形でエリスと結ばれたが、それを知ったエリスの父によって屋敷を追い出され、浮浪児となる。その後、雪の降る季節に路地裏で凍死した。
エリスの父
エリスの実父。一見厳格そうだが、その実は短気且つ粗暴で、暴力と暴言を以って家を支配する。また、実娘に対する愛情も皆無で、自分自身のことしか考えないなど、自分勝手さが強く目立っていた。勝手にエリスの婚約者を決めていたが、エリスとラヴィの関係を知り、ラヴィに暴力を振るった挙句、罵倒して屋敷から追い出した。ラヴィの死後は傷心のエリスと口論になって逆上し、エリスをステッキで殴って左目に重傷を負わせたが、このことが原因で妻と離婚することとなる。
エリスの母
エリスの実母で、日本人の血縁者。夫とは正反対の性格で、娘のエリスに気を使っている。夫がエリスに怪我を負わせたことで離婚した。その後、娘と共に日本に移住し、自身の親族と共に暮らしている。

## 単行本
- 糸杉柾宏 『うわこい』少年画報社〈YKコミックス〉、全6巻

1. 2012年8月2日初版発行、2012年7月19日発売 ISBN 978-4-7859-3883-3[5]
2. 2013年1月2日初版発行、2012年12月19日発売 ISBN 978-4-7859-3988-5[6]
3. 2013年10月7日初版発行、2013年9月23日発売 ISBN 978-4-7859-5128-3[6]
4. 2014年1月10日初版発行、2013年12月27日発売 ISBN 978-4-7859-5190-0[6]
5. 2014年6月23日初版発行、2014年6月9日発売 ISBN 978-4-7859-5309-6[6]
6. 2014年11月10日初版発行、2014年10月27日発売 ISBN 978-4-7859-5405-5[6]

## 実写映画
それぞれ『うわこい』『うわこい2』として公開。キャッチコピーは「今も、これからも、ずっと一緒にいられると思ってた-」。

### スタッフ
うわこい1/うわこい2共通
- 製作：香月淑晴
- エグゼクティブ・プロデューサー：櫻井由紀
- 企画：小野誠一、榎本靖
- プロデューサー：永岡久明
- ラインプロデューサー：山口誠
- 脚本：石川均、中村千洋、井上桜子、吉村典久
- 撮影監督：佐藤和人
- 音楽：濱田勇樹
- 制作担当：宮沢厚
- 制作：ゴセント
- 製作・配給：エスピーオー

うわこい1
- 監督：吉村典久
- 録音：池田知久
- 編集：有馬潜
- 助監督：山口雄也

うわこい2
- 監督：石川均
- 録音：梅原よしゆき
- 編集：矢船陽介
- 助監督：小野寺昭洋

### キャスト
- 環ユキテル：石田知之
- 桐嶋ユノ：柳ゆり菜
- 早乙女レナ：本山なみ
- 夢乃カオリ：事原みゆ
- 城戸桃
- 桐嶋ヨミ：江口ナオ

### 主題歌
- 「cry」 宮崎寿々佳、可愛きょうこ